# Araneus holzapfelae
Araneus holzapfelae är en spindelart som beskrevs av Roger de Lessert 1936. Araneus holzapfelae ingår i släktet Araneus och familjen hjulspindlar.
Artens utbredningsområde är Moçambique. Inga underarter finns listade i Catalogue of Life.